# Čopova ulica, Ljubljana
Čopova ulica je ime ulice v Ljubljani, poimenovane po Matiji Čopu.

## Zgodovina
"Čopova ulica" je zelo stara, saj je bila med najprometnejšimi v predmestju stare Ljubljane in predstavljala vstop vanjo pri Špitalskih vratih. Po tem, ko so porušili stari Špitalski most (1824-28) in umaknili kramarske kolibe z njega, so jih 23 postavili ob današnji Čopovi ulici, ki do tedaj še ni bila obzidana. Te prodajalne so se imenovale ljubljanski bazar. Hišice so bile enotnega videza, s pilastri na členjenih fasadah in trikotnim zaključkom. Po drugi vojni so jih precej podrli, ko so gradili Mestno gledališče.
Prvotna Čopova ulica je bila poimenovana leta 1892, ko so po Čopu poimenovali novo ulico med Trpotčevo hišo in vrtom učiteljišča. Leta 1952 so ulico preimenovali v Čufarjevo ulico.
Do poznega 19. stoletja se je imenovala Slonova ulica. To ime je dobila zaradi slona, ki je bil leta 1550 darilo otomanskega cesarstva. Nastanjen je bil na območju današnjega hotela Slon. To je bil prvi slon, ki je bil po antiki prisoten v mestu. Od poznega 19. stoletja do leta 1949, ko je dobila sedanje ime, se je ulica imenovala Prešernova ulica po Francetu Prešernu.

## Današnja ulica
Čopova ulica je ena izmed najbolj znanih ulic v Ljubljani in povezuje Slovensko cesto s Prešernovim trgom oziroma Tromostovjem. Ulica je po celotni dolžini pešcona. Na začetku stoji znana Frischeva hiša z znanim vogalnim stolpičem, sledi ji stavba Mestne hranilnice, ki je bila zgrajena leta 1903 (klasicizem in secesija - portal z nadstreškom v obliki steklenih, s kovanim železom obrobljenih listov) arhitekta Josipa Vancaša. Lepa je tudi notranjost, v nje je danes NLB. Ob Čopovi stoji tudi Mestno gledališče zgrajeno med 1970-74, arhitekt Janez Lajovic. Na vogalu s Slovensko cesto stojita zgradba Pošte z vogalnim stolpom in uro in nasproti pa hotel Slon, ki je bil zgrajen med letoma 1937-39, arhitekt Stanko Rohrman. 
Novembra 1978 je bila zaključena zadnja večja in temeljita obnova ulice.
Leta 1993 so na Čopovi ulici odprli prvo McDonald'sovo restavracijo.